# مستأجر: داستان لندن مه‌آلود
مستأجر: داستان لندن مه‌آلود (به انگلیسی: The Lodger: A Story of the London Fog) فیلمی صامت در ژانر دلهره آور به کارگردانی آلفرد هیچکاک است. این فیلم سومین فیلم بلند هیچکاک است که در ۱۴ فوریه ۱۹۲۷ در لندن و در ۱۰ ژوئن ۱۹۲۸ در شهر نیویورک اکران شد. از بازیگران آن می‌توان به آیوور نوولو ،جون تریپ،ماری آولت و مالکوم کین اشاره کرد.
الما لوسی رویل همسر هیچکاک در این فیلم دستیار اوست.
هیچکاک در این فیلم برای اولین بار خودش هم نقشی کوتاه بازی می‌کند و از آن به بعد در اکثر فیلم هایش حضوری کوتاه دارد.
بسیاری این فیلم را اولین فیلم مهم هیچکاک می‌دانند.